# Comet (película)
Comet es una comedia dramática estadounidense del año 2014 dirigida y escrita por Sam Esmail. Los protagonistas son Emmy Rossum y Justin Long. La película tuvo su estreno mundial en el Festival de Cine de Los Ángeles el 13 de junio de 2014. La película se estrenó el 5 de diciembre de 2014 por IFC Films.

## Argumento
Después de conocerse por casualidad en una lluvia de meteoros, el pesimista Dell y la perspicaz Kimberly comienzan un viaje de 6 años a través de una relación que florece y se desvanece con el tiempo. La película se muestra a través de destellos de los universos paralelos y los retrocesos que no está ordenada cronológicamente, mostrando al espectador la progresión y la depresión de su intrincada relación.

## Reparto
- Emmy Rossum[2] como Kimberly.
- Justin Long[2] como Dell.
- Kayla Servi como Stephanie.
- Eric Winter como Josh.

## Producción
Emmy Rossum y Justin Long se unieron al elenco de la película a principios de junio de 2013 para interpretar los papeles principales.

### Filmación
El rodaje se inició a mediados de junio de 2013 en la zona de Los Ángeles.

## Estreno
La película tuvo su estreno mundial en el Festival de Cine de Los Ángeles el 13 de junio de 2014. La película pasó a la pantalla en el Festival de Cine de Twin Cities el 22 de octubre de 2014. El 28 de octubre de 2014, se anunció que IFC Films había adquirido todos los derechos de distribución para la película. La película se estrenó el 5 de diciembre de 2014, en una edición limitada y a través de video bajo demanda.
RottenTomatoes le dio a la película un 41% de puntuación por parte de los críticos y un 50% por parte de la audiencia.